# Acmaeodera convicta
Acmaeodera convicta  (лат.) — вид жуков-златок рода Acmaeodera из подсемейства Polycestinae (Acmaeoderini). Распространён в Новом Свете. Кормовым растением имаго являются Allionia incarnata, Boerhavia coccinea (Bellamy 1982:358), а у личинок — неизвестны.
Вид был впервые описан в 1899 году биологом Генри Клинтоном Фоллом (Henry Clinton Fall).